# Saint-Jean-de-Chevelu
Pour les articles homonymes, voir Saint-Jean.
Saint-Jean-de-Chevelu est une commune française située dans le département de la Savoie, en région Auvergne-Rhône-Alpes.

## Géographie

### Situation
La commune est située à 10 km environ du parc naturel régional du Massif des Bauges, à l'ouest du lac du Bourget face à Aix-les-Bains.
|            | Billième              | La Chapelle-du-Mont-du-Chat |
| Yenne      | Saint-Jean-de-Chevelu |                             |
| Saint-Paul |                       | Bourdeau                    |

### Morphologie urbaine
La commune de Saint-Jean-de-Chevelu est composée d'un chef-lieu et de plusieurs hameaux.
Le hameau de Champrovent est à quelques centaines de mètres du chef-lieu (direction Vernatel), avec une ferme du XVIIe siècle. Il a accédé à la notoriété en raison du séjour qu'y effectua le peintre Balthus. Balthus s'y installa en juin 1941 avec sa femme Antoinette quand l'Allemagne envahit le Nord de la France.
Il y peignit notamment Le Paysage de Champrovent et deux versions d'une même toile Le Salon I et II. La version I se trouve au Minneapolis Institute of Arts et la version II appartient au MOMA de New York. Le salon, la fille de la ferme, Georgette Cozlin, et Raymonde servirent de modèles. Balthus quitta Champrovent pour la Suisse en 1942.

## Urbanisme

### Typologie
Au 1er janvier 2024, Saint-Jean-de-Chevelu est catégorisée commune rurale à habitat dispersé, selon la nouvelle grille communale de densité à sept niveaux définie par l'Insee en 2022.
Elle est située hors unité urbaine. Par ailleurs la commune fait partie de l'aire d'attraction de Chambéry, dont elle est une commune de la couronne,. Cette aire, qui regroupe 115 communes, est catégorisée dans les aires de 200 000 à moins de 700 000 habitants,.

### Occupation des sols
L'occupation des sols de la commune, telle qu'elle ressort de la base de données européenne d’occupation biophysique des sols Corine Land Cover (CLC), est marquée par l'importance des forêts et milieux semi-naturels (58,7 % en 2018), une proportion sensiblement équivalente à celle de 1990 (59,3 %). La répartition détaillée en 2018 est la suivante : 
forêts (58,7 %), prairies (15,9 %), zones agricoles hétérogènes (11,8 %), zones humides intérieures (5,5 %), cultures permanentes (5,2 %), zones urbanisées (2,9 %).
L'IGN met par ailleurs à disposition un outil en ligne permettant de comparer l’évolution dans le temps de l’occupation des sols de la commune (ou de territoires à des échelles différentes). Plusieurs époques sont accessibles sous forme de cartes ou photos aériennes : la carte de Cassini (XVIIIe siècle), la carte d'état-major (1820-1866) et la période actuelle (1950 à aujourd'hui).

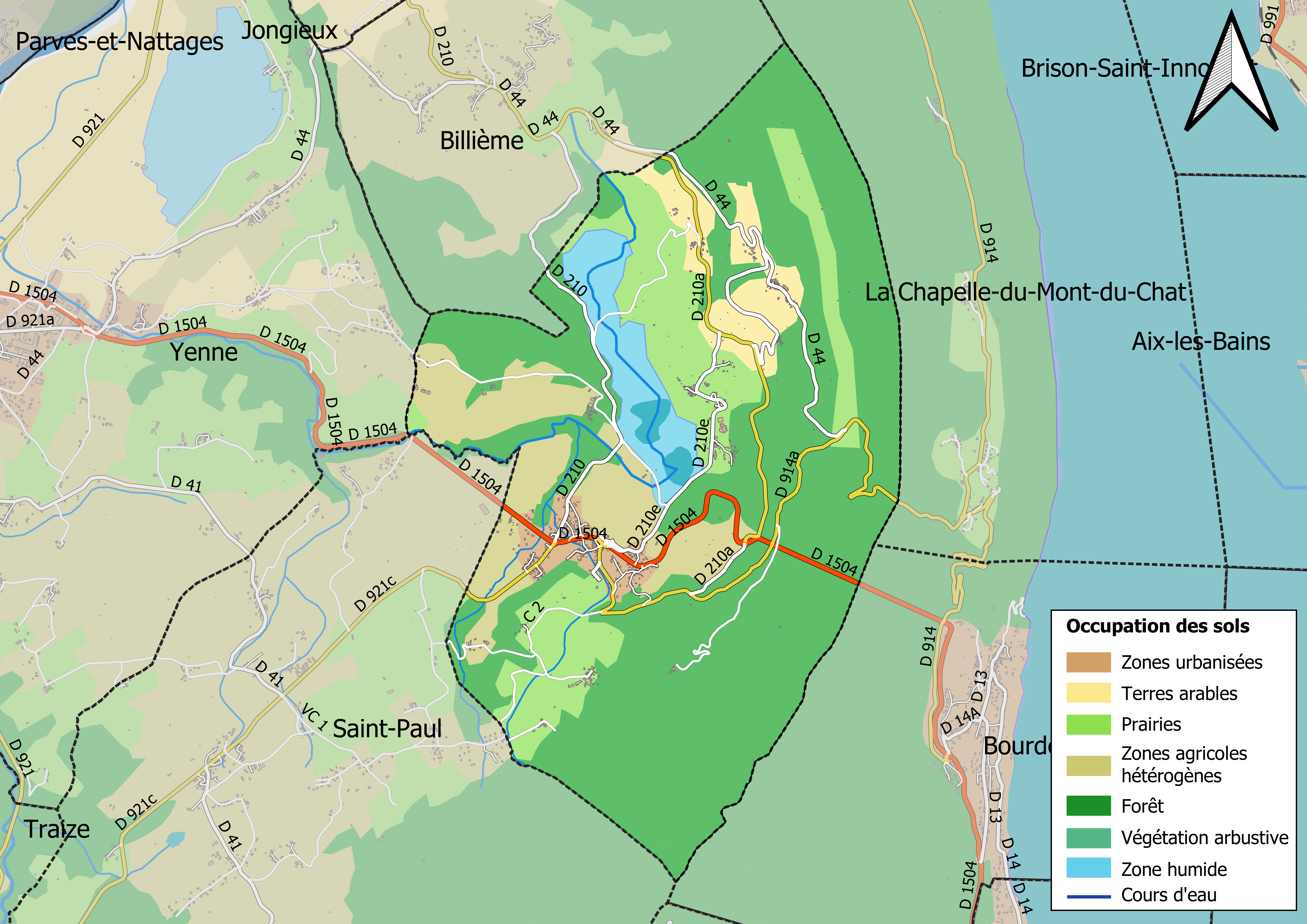
Carte des infrastructures et de l'occupation des sols en 2018 (CLC) de la commune.
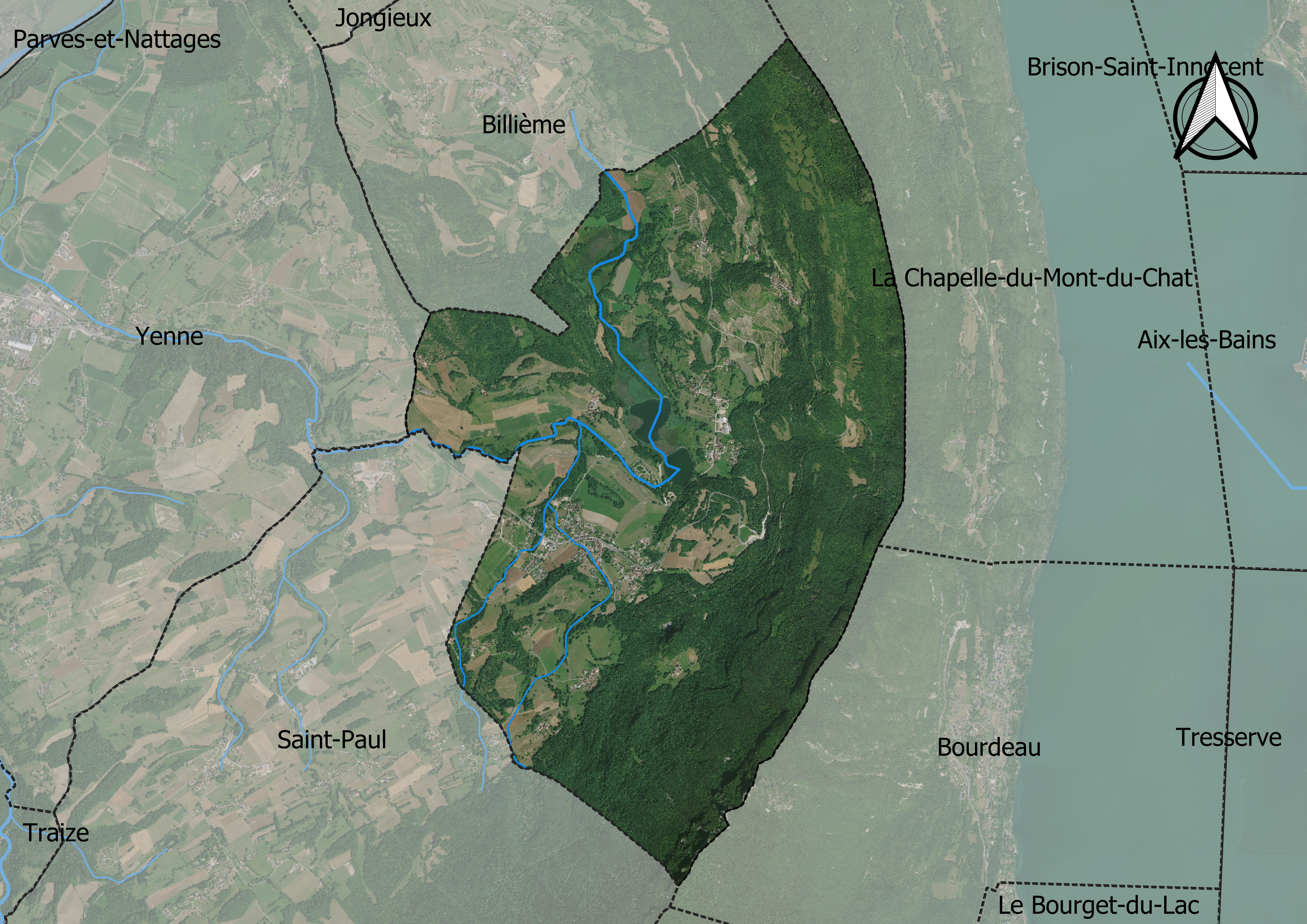
Carte orthophotogrammétrique de la commune.

## Toponymie
En francoprovençal, le nom de la commune s'écrit Shvèlu, selon la graphie de Conflans.

## Histoire
Au Moyen Âge et sous l'Ancien Régime, la paroisse de Saint-Jean-de-Chevelu fut le siège de la seigneurie de Chevelu, érigée par la suite en baronnie. Elle appartenait à la famille de Chevelu. On trouve également les deux seigneuries de Bergin et de Mattet.
Le 12 germinal an II (1er avril 1794), Maxime Sevez (1761-1802), commissaire de la Révolution, est à Saint-Jean-de-Chevelu. On lui dit que le clocher est démoli, ainsi que les tours et créneaux qui existaient dans la commune, à l'exception des châteaux de Chevelu, de la Forest et de Champrond. Il invite la municipalité à mettre de suite en réquisition tous les ouvriers disponibles, ce qu'elle promit de faire sous sa responsabilité.

## Politique et administration
| Période                                  | Période   | Identité                       | Étiquette | Qualité |
| ---------------------------------------- | --------- | ------------------------------ | --------- | ------- |
| 1819                                     | 1829      | Balthazard Bressand            |           |         |
| maire en 1915                            | ?         | Guillaume Héritier             |           |         |
| ...                                      | mars 2001 | Jean-Marie Carron dit l'Avocat | ...       | ...     |
| mars 2001                                | 2020      | Jean-Pierre Lovisa             | ...       | ...     |
| 2020                                     | En cours  | Virginie Girod                 |           |         |
| Les données manquantes sont à compléter. |           |                                |           |         |

## Démographie
Les habitants de cette commune sont appelés les Chevelans.
L'évolution du nombre d'habitants est connue à travers les recensements de la population effectués dans la commune depuis 1793. Pour les communes de moins de 10 000 habitants, une enquête de recensement portant sur toute la population est réalisée tous les cinq ans, les populations de référence des années intermédiaires étant quant à elles estimées par interpolation ou extrapolation. Pour la commune, le premier recensement exhaustif entrant dans le cadre du nouveau dispositif a été réalisé en 2008.

En 2022, la commune comptait 837 habitants, en évolution de +3,59 % par rapport à 2016 (Savoie : +3,63 %, France hors Mayotte : +2,11 %).
| 1793 | 1822 | 1838 | 1848 | 1858 | 1861 | 1866 | 1872 | 1876 |
| ---- | ---- | ---- | ---- | ---- | ---- | ---- | ---- | ---- |
| 630  | 743  | 878  | 905  | 847  | 886  | 866  | 878  | 864  |

| 1881 | 1886 | 1891 | 1896 | 1901 | 1906 | 1911 | 1921 | 1926 |
| ---- | ---- | ---- | ---- | ---- | ---- | ---- | ---- | ---- |
| 826  | 796  | 777  | 726  | 690  | 673  | 646  | 533  | 502  |

| 1931 | 1936 | 1946 | 1954 | 1962 | 1968 | 1975 | 1982 | 1990 |
| ---- | ---- | ---- | ---- | ---- | ---- | ---- | ---- | ---- |
| 508  | 450  | 448  | 413  | 377  | 366  | 338  | 307  | 485  |

| 1999 | 2006 | 2008 | 2013 | 2018 | 2022 | - | - | - |
| ---- | ---- | ---- | ---- | ---- | ---- | - | - | - |
| 584  | 691  | 720  | 796  | 817  | 837  | - | - | - |

## Culture locale et patrimoine

### Lieux et monuments
Le territoire communal possède plusieurs châteaux ou maisons fortes. Les châteaux de Chevelu, de Champrovend et celui de la Forêt contrôlaient sur la route commerciale passant par le col du Chat, tandis que les autres — Bergin, Gémilieu, Monthoux, Prélian, La Plattière — se trouvaient sur l'ancienne route gauloise du sel.
Le château de Chevelu ou de Cinne
Le château de Cinne ou de Cunne ou de Chevelu est un ancien château fort, probablement du XIIe siècle, qui se dresse sur un mamelon (motte castrale ?) au hameau de Chevelu (Capilutum), au-dessus de Servagette, et de l'ancienne chapelle, à 1 km au sud-sud-ouest du bourg, au pied du Mont du Chat. Le château fut au Moyen Âge, le siège de la seigneurie de Chevelu, érigée par la suite en baronnie. On notera la présence de la chapelle du château de Chevelu, placée sous le vocable de la Vierge Marie.
La maison forte de Bergin
Le château de Bergin est une maison forte du XIVe qui se dresse à 1,6 km au nord-nord-est de l'église du bourg. Le château fut au Moyen Âge le siège de la seigneurie de Bergin[réf. nécessaire].
La maison forte de Champrovent
La maison forte de Champrovent est une maison forte du XIIIe siècle remaniée aux XVe et XVIe siècles, qui de dresse, adossé au mont du Chat, et dominant la vallée, au hameau éponyme, à 2,5 km, au sud - sud-ouest du bourg, entre les hameaux de Vernatel et les Ménards. La maison forte fut au Moyen Âge, le siège de la seigneurie de Champrovent[réf. nécessaire], érigée par la suite en baronnie.
La maison forte de Gimilieu
La maison forte de Gimilieu ou de Gémillieu est une maison forte du XIIe qui se dresse sur un mamelon à l'ouest de Prélian. La maison forte fut au Moyen Âge le siège de la seigneurie de Gimilieu[réf. nécessaire].
La maison forte de La Forest
La maison forte de la Forest, dit aussi la Grande Forest ou la Grande-Forêt, est une maison forte du XIVe siècle qui se dresse sur un contrefort du Mont du Chat, au pied de forêts de hêtres et d'épicéas qui ont dû lui valoir son nom. Le château fut au Moyen Âge le siège de la seigneurie de La Forest[réf. nécessaire] et le berceau de la famille de La Forest. La maison forte de la Forest fait l’objet d’une inscription au titre des monuments historiques depuis le 3 juin 1995.

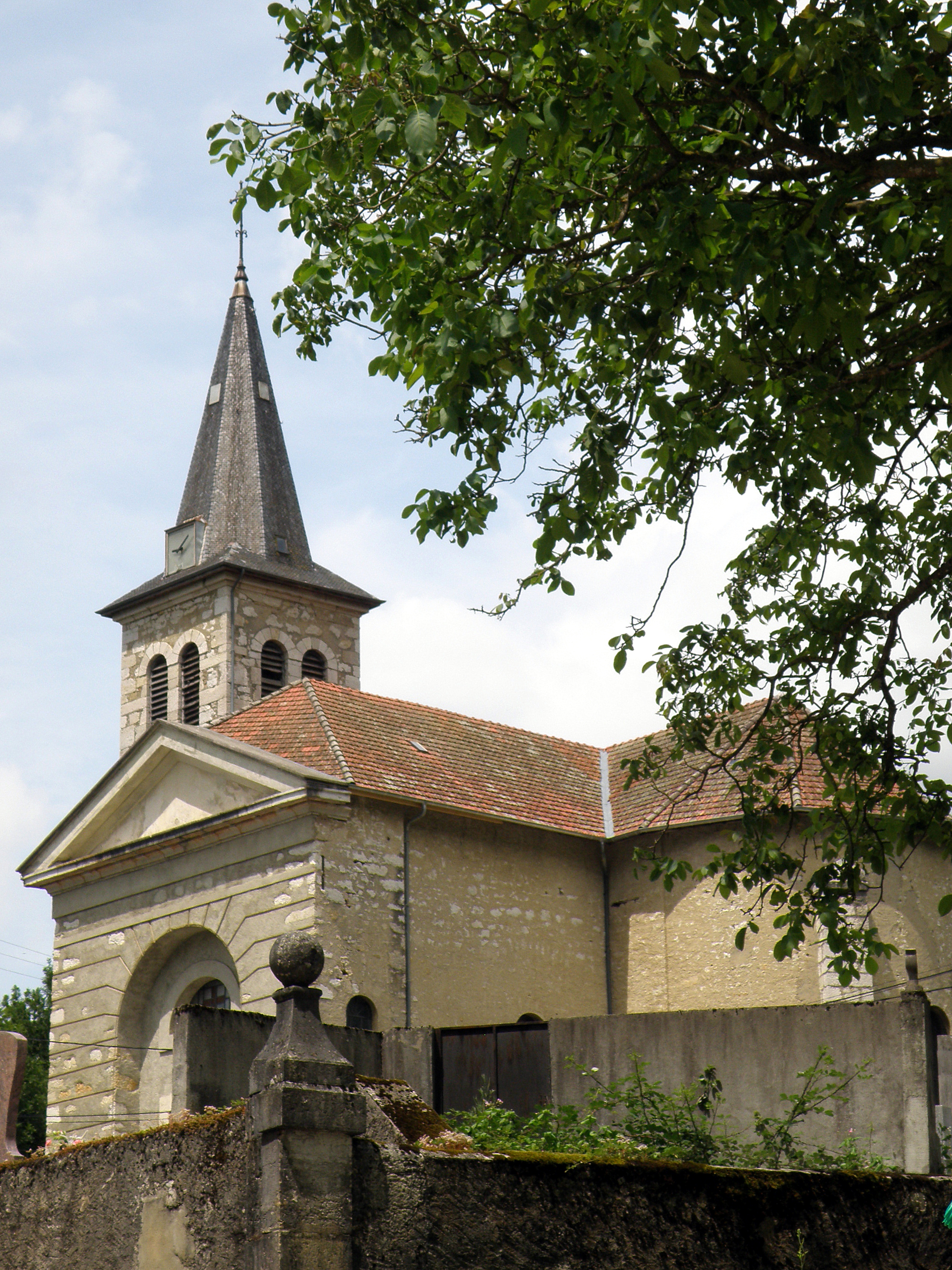
Église Saint-Jean-Baptiste.

La maison forte de Monthoux
La maison forte de Monthoux est une maison forte du XIIIe qui se dresse sur une plate-forme au hameau de Monthoux, à 1 km au nord-nord-est du bourg.
La maison forte de Prélian
La maison forte de Prélian est une maison forte du XIIe qui se dresse au-dessous de Montou, un peu au-dessus de l'église du bourg. Elle fut au Moyen Âge le siège de la seigneurie de Prélian[réf. nécessaire].
Le lac de Saint-Jean-de-Chevelu
L'église paroissiale
L'église Saint-Jean-Baptiste est située à Saint-Jean-d’en-Haut, sur le coteau surplombant les lacs de Chevelu. Construite entre 1845 et 1846, elle succède à un édifice construit en 1614. En 1993, la paroisse et la commune de Saint-Jean-de-Chevelu se mobilisent pour la rénovation extérieure et intérieure du bâtiment et confient à deux artistes de l'école Tardieu, la conception et la réalisation d'une œuvre pour le chœur de l'église. L’inauguration aura lieu en juin 1996.

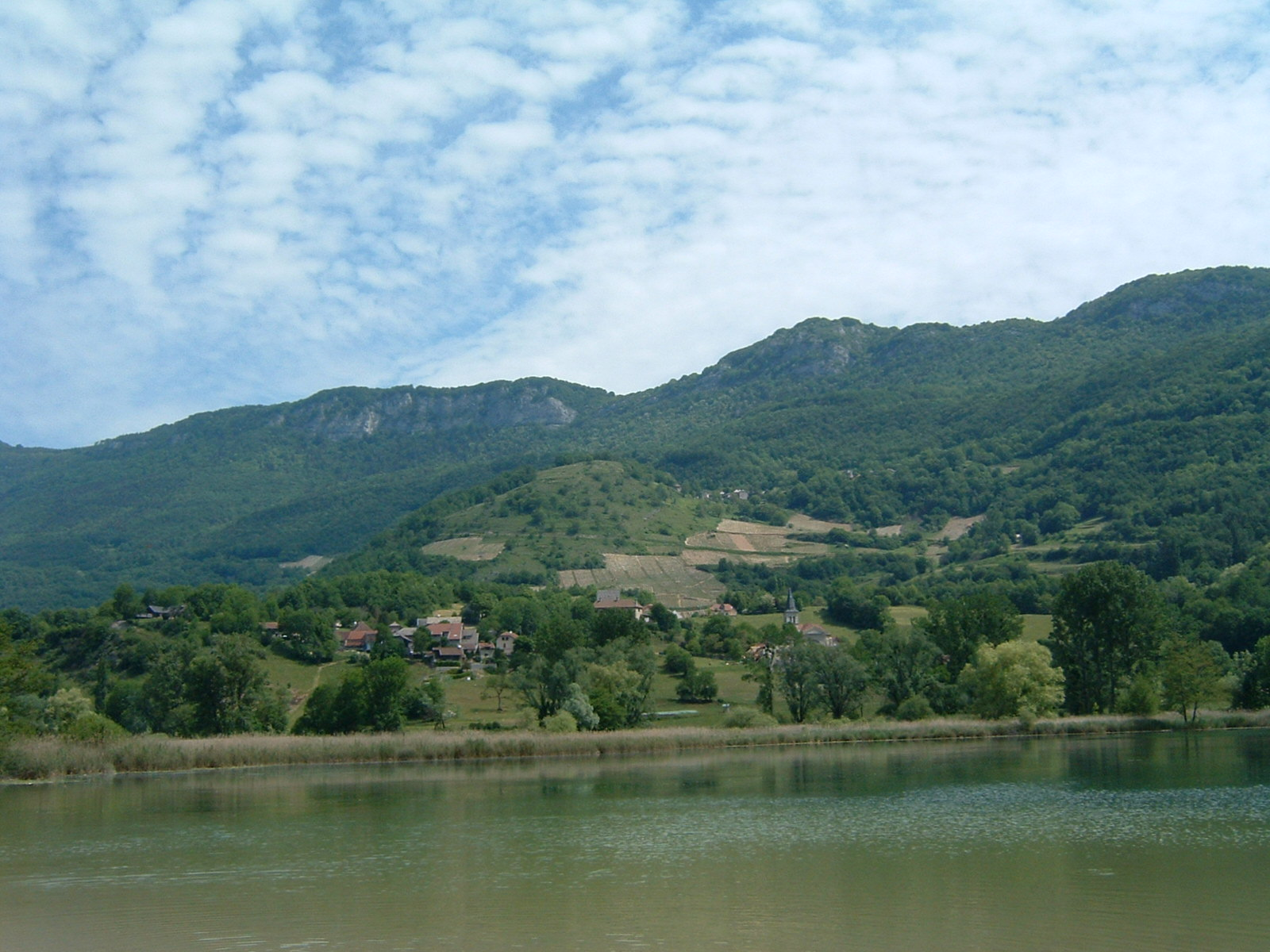
Lac de Chevelu.
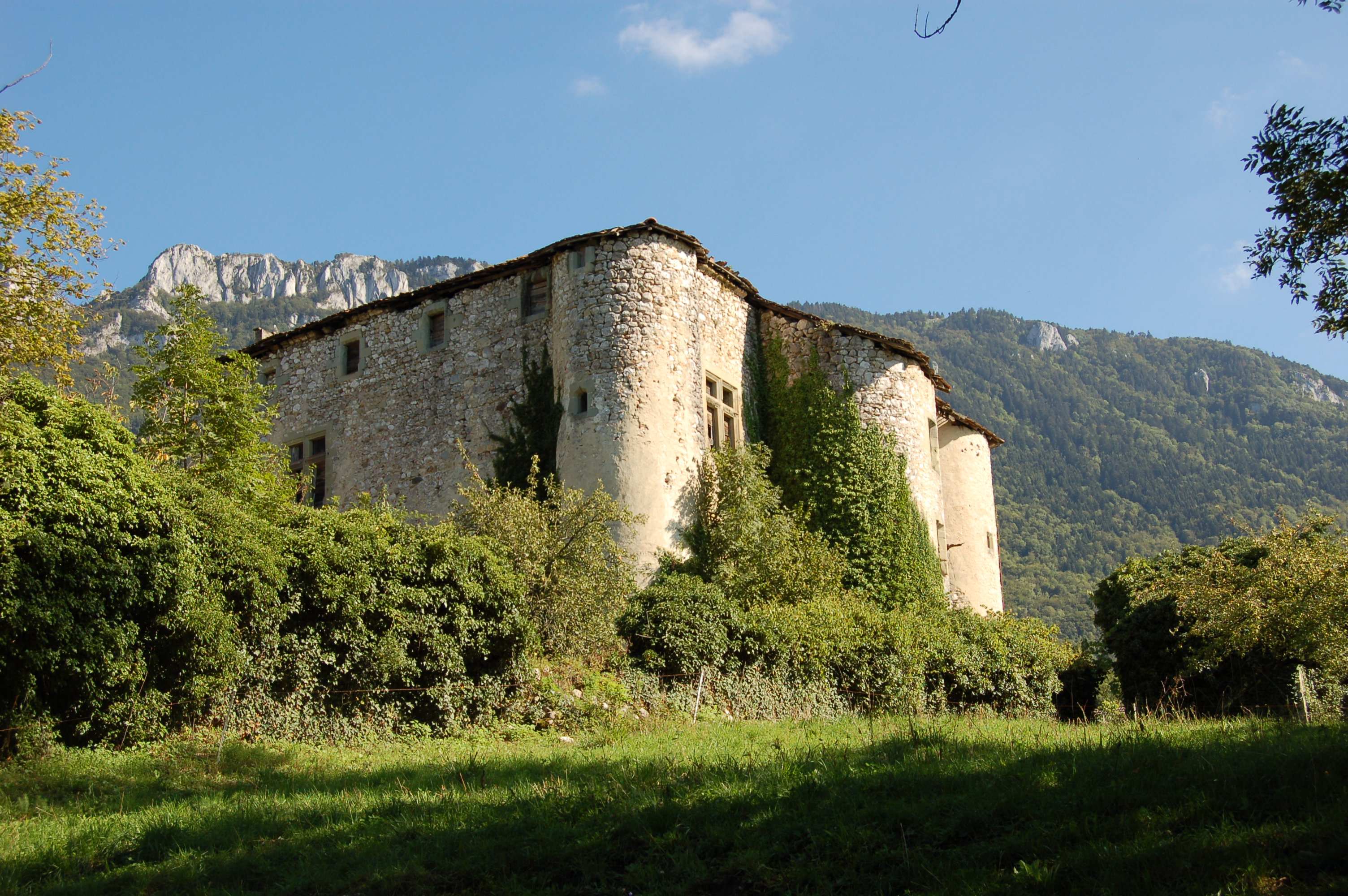
Château de La Forest. En arrière-plan, à gauche, la Dent du Chat.
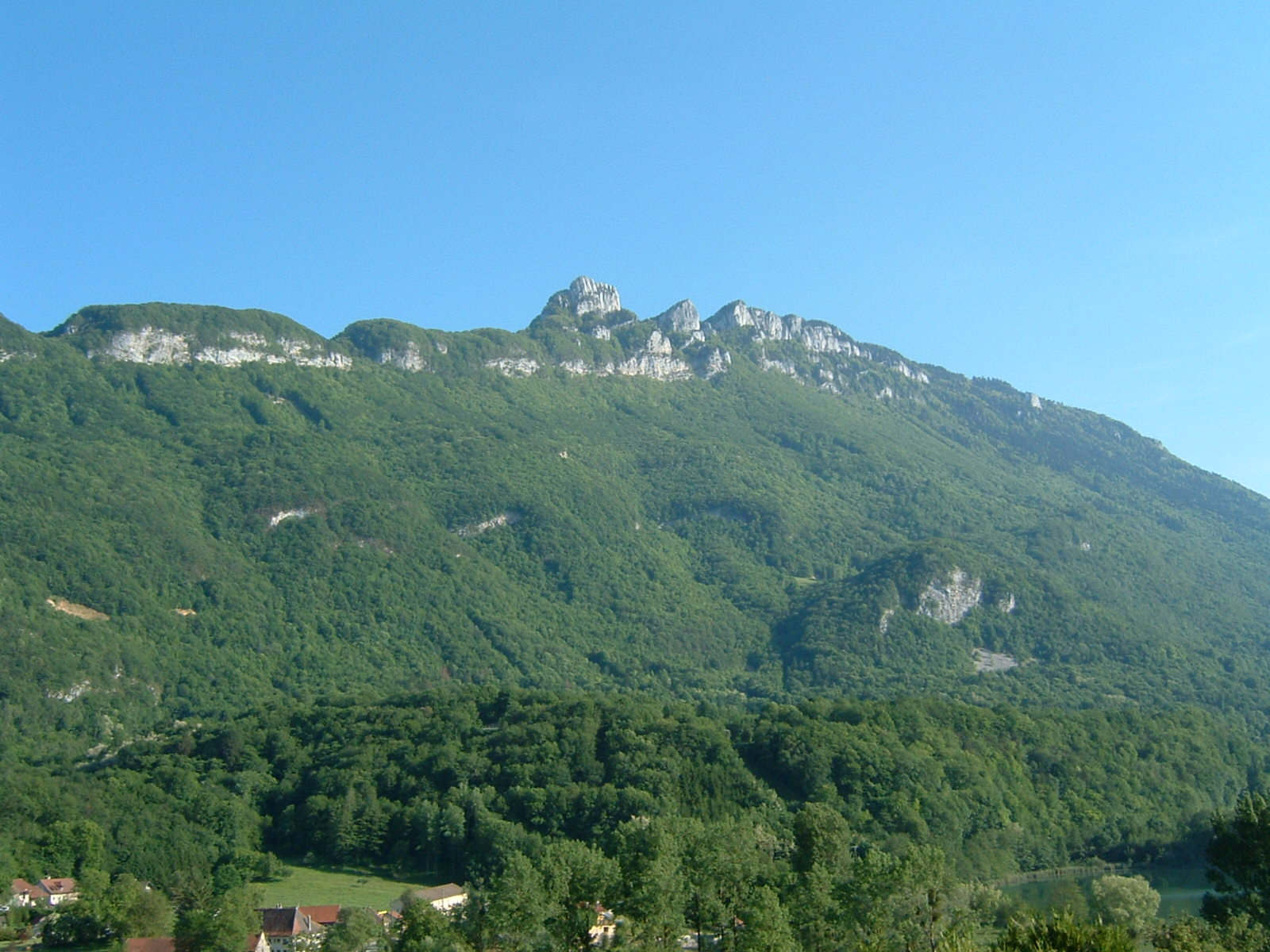
La Dent du Chat vue de Saint-Jean-de-Chevelu.
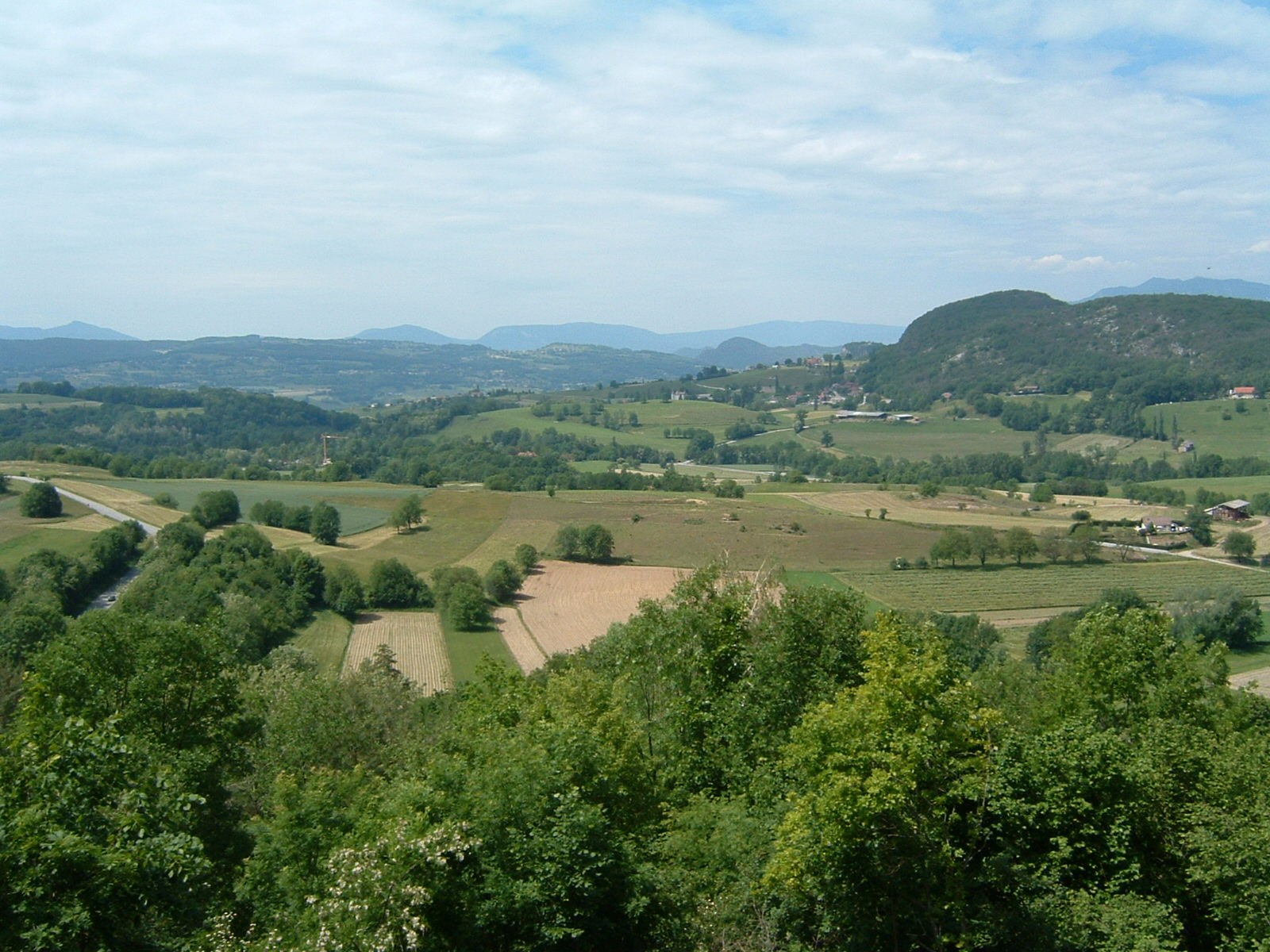
Saint-Jean-de-Chevelu.
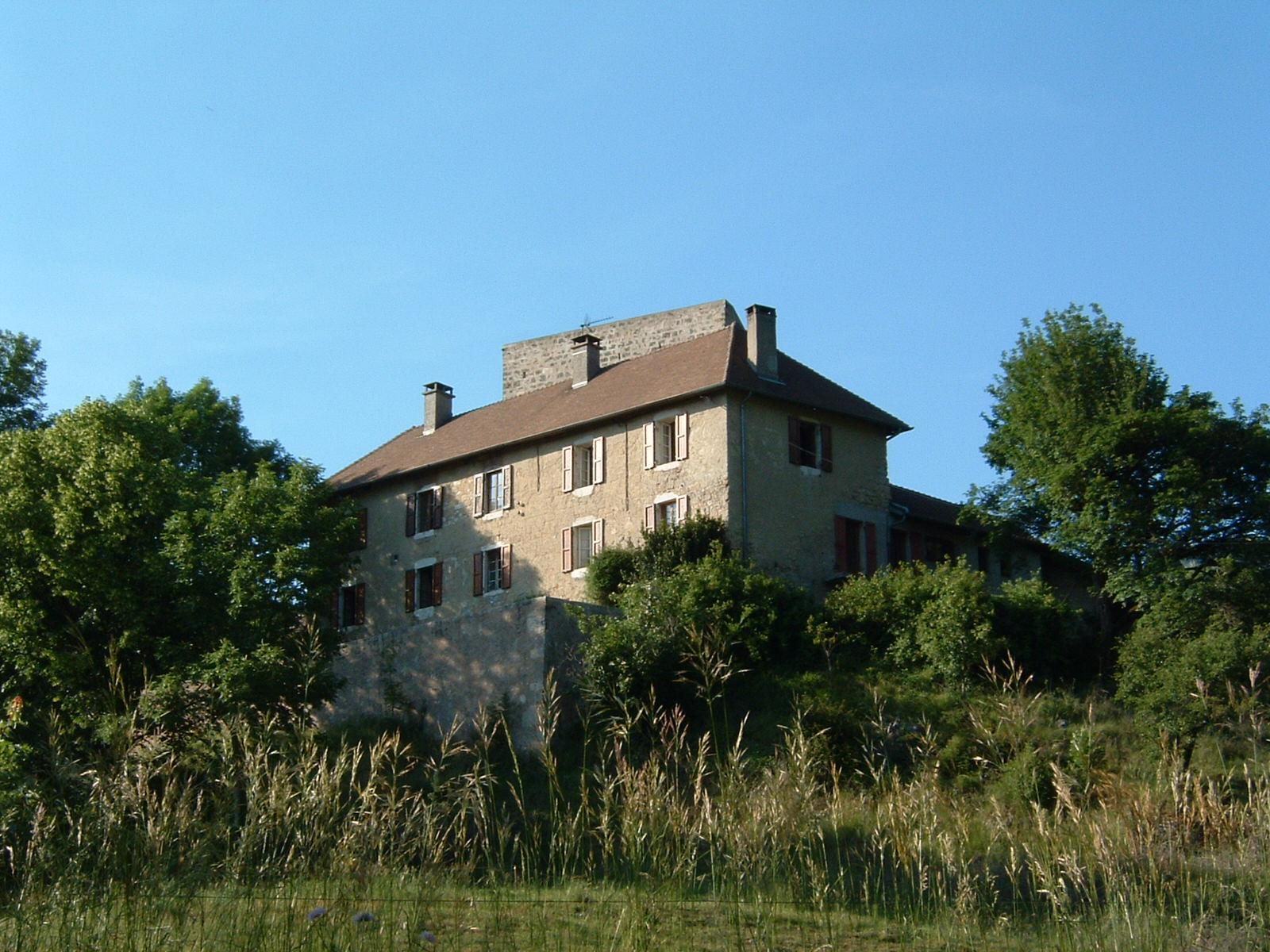
Maison Forte de Prélian.